# Dobrzeń
Dobrzeń est une localité polonaise de la gmina de Dobroszyce, située dans le powiat d'Oleśnica en voïvodie de Basse-Silésie[réf. nécessaire].